# Masashi Kokubun
Masashi Kokubun (國分 将 Kokubun Masashi?), född 14 maj 1995 i Hokkaido prefektur, är en japansk fotbollsspelare.
Kokubun började sin karriär 2018 i Vanraure Hachinohe.